# Гарсия, Адам
Адам Гарсия (англ. Adam Garcia; род. 1973) — австралийский актёр, режиссёр, танцор чечётки и певец.

## Ранние годы
Гарсия родился в 1973 году в семье Джин Балхарри и Фабио Гарсии в Вахруне (Новый Южный Уэльс). Его мать, Джин, австралийка, а отец, Фабио, родом из Колумбии. Мать Гарсии — физиотерапевт на пенсии. Он посещал среднюю школу Нокса. Также обучился чечетке в Capital Dance Studio в Сиднее, Австралия.

## Карьера
Также учился в Сиднейском университете по специальности химик-биолог, но после года обучения бросил его, чтобы участвовать в австралийском туре вест-эндского мюзикла «Шарканье в горячих туфлях» (англ. Hot Shoe Shuffle) (1992—1993). В 1994 он играет в этом мюзикле в лондонском театре «Театр Королевы» (англ. Queen's Theatre) и после его показа продолжил свою карьеру в театрах британской столицы — мюзиклы «Бриолин» (англ. Grease), «Птаха» (англ. Birdy). Большой успех и признание пришли к Гарсии, когда он исполнил роль Тони Манеро в мюзикле «Лихорадка субботнего вечера» (англ. Saturday Night Fever), поставленной в лондонском театре «Лондон Палладиум» (англ. London Palladium), — этот спектакль продержался на сцене около года. За эту роль он был номинирован на премию «Olivier Award» как Лучший актёр мюзикла.
Гарсия снимался в таких фильмах как «Уайльд», «Каблуки», «Бар «Гадкий койот»», «Очарование», «Как заработать 20 миллионов баксов». Он выступал с танцевальным номером на церемонии открытия Олимпиады 2000 года в Сиднее. Как певец он участвовал в создании новых саундтреков классических мюзиклов «Скрипач на крыше» и «Волосы» для фирмы «That’s Entertainment Productions».

## Личная жизнь
C 1998 по 2001 год состоял в отношениях с танцовщицей, Летицией Рэй. C 2003 по 2004 встречался с актрисой Амелией Уорнер. 26 марта 2015 года Гарсия женился в Лондоне на своей давней подруге Наталии Чубин. Чубин ранее работала старшим менеджером по маркетингу в PlayStation. У пары есть дочь и сын.

## Фильмография

### Актёр
- 1997 — Уайльд / Wilde — Джонс
- 2000 — Бар «Гадкий койот» / Coyote Ugly — Кевин О’Доннелл
- 2000 — Каблуки / Bootmen — Шон Одкин
- 2001 — Сильная женщина / Riding in Cars with Boys — Джейсон д’Онофрио
- 2002 — Как заработать 20 миллионов баксов[англ.] / The First $20 Million Is Always the Hardest — Энди
- 2003 — Кенгуру Джекпот / Kangaroo Jack — Кенгуру Джекпот (озвучивание)
- 2004 — Звезда сцены / Confessions of a Teenage Drama Queen — Стью
- 2004 — Братья-соперники / Love’s Brother — Джино
- 2005 — Без оглядки / Standing Still — Майкл
- 2005 — Рождественское вторжение / The Christmas Invasion — Алекс
- 2008 — Высшая школа «Британниа» / Britannia High — Стефан

### Режиссёрские работы
- 2012 — Гомофобия / Homophobia